# Miżyniec (gmina)
Miżyniec – dawna gmina wiejska istniejąca w latach 1934–1944  w woj. lwowskim (dzisiejszy obwód lwowski). Siedzibą władz gminy był Miżyniec (obecnie wieś na Ukrainie).
Gmina zbiorowa Miżyniec została utworzona 1 sierpnia 1934 roku w powiecie przemyskim w woj. lwowskim z dotychczasowych jednostkowych gmin wiejskich: Boratycze, Borszowice, Bybło, Drozdowice, Gdeszyce, Hruszatyce, Miżyniec, Paćkowice, Sanoczany, Stroniowice, Wielunice i Zrotowice.
Jednostka funkcjonowała jeszcze pod okupacją hitlerowską 1941–44, lecz po wojnie obszar gminy znalazł się w ZSRR.